# Raphionacme hirsuta
Raphionacme hirsuta là một loài thực vật có hoa trong họ La bố ma. Loài này được (E.Mey.) R.A.Dyer miêu tả khoa học đầu tiên năm 1942.